# 奧克利 (密歇根州)
奧克利（英語：Oakley）是位於美國密歇根州薩吉諾縣布雷迪鎮區的一個村。

## 人口
根據2020年美國人口普查的數據，奧克利的面積為2.69平方千米，當中陸地面積為2.67平方千米，而水域面積為0.02平方千米。當地共有人口299人，而人口密度為每平方千米111人。